# Xã Sherman, Quận Bottineau, Bắc Dakota
Xã Sherman (tiếng Anh: Sherman Township) là một xã thuộc quận Bottineau, tiểu bang Bắc Dakota, Hoa Kỳ. Năm 2010, dân số của xã này là 68 người.